# 愛知県道・岐阜県道390号扶桑各務原線
愛知県道・岐阜県道390号扶桑各務原線（あいちけんどう・ぎふけんどう390ごう ふそうかかみがはらせん）は、愛知県丹羽郡扶桑町から岐阜県各務原市に至る一般県道である。起点から岐阜県道95号芋島鵜沼線交点までの区間は、新愛岐道路の名称で整備が進められている。

## 概要

### 路線データ
- 起点：愛知県丹羽郡扶桑町小淵午新田（愛知県道156号小渕江南線・愛知県道183号浅井犬山線交点）
- 終点：岐阜県各務原市各務おがせ町9丁目（国道21号・岐阜県道205号長森各務原線交点）

## 沿革
- 2005年（平成17年）
  - 3月28日：岐阜県より認定[2]
  - 4月1日：愛知県より認定[3]
- 2027年（令和9年）：新愛岐大橋完成予定。

## 地理

### 通過する自治体
- 愛知県丹羽郡扶桑町
- 岐阜県各務原市

### 交差する道路
全線未開通のため、すべて接続予定。
- 愛知県道156号小渕江南線・愛知県道183号浅井犬山線（起点：「小渕」交差点）[1]
- 岐阜県道95号芋島鵜沼線（木曽川街道）（各務原市鵜沼大伊木町）[1]
- 国道21号・岐阜県道205号長森各務原線（おがせ街道）（終点：「おがせ町」交差点）[1]

### 周辺
- 名鉄各務原線 苧ヶ瀬駅
- 岐阜県立岐阜各務野高等学校
- 各務原市立陵南小学校
- 日本毛織 岐阜工場
- 木曽川扶桑緑地公園

## その他
- 地域高規格道路である岐阜南部横断ハイウェイの枝線として位置付けられている[1]。
- 2011年（平成23年）8月25日現在、当県道の一部となる新愛岐大橋が岐阜県各務原市鵜沼大伊木町にて建設中である[4][5]。